# Handbromssladd

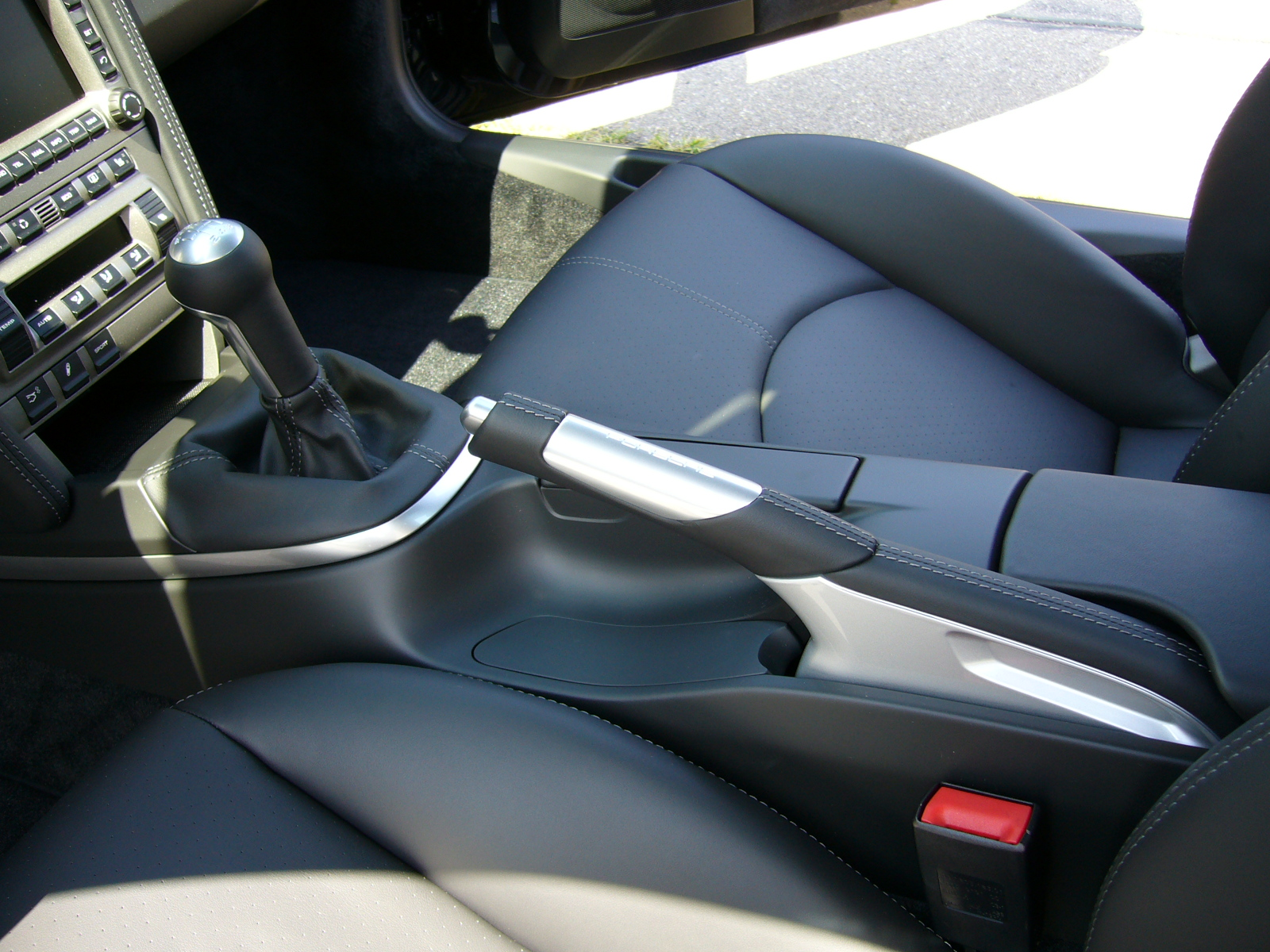
Handbromsreglage i en Porsche 997 Carrera

Handbromssladd är en körteknik som används för att medvetet förflytta en bil i sidled, antingen för att snabbt ta en mycket snäv sväng (hårnålskurva), eller för att vända runt inom bilens egen vändradie. Tekniken används i flera motorsporter och i racingspel. Tekniken förutsätter att handbromsen verkar på bakhjulen. På vissa bilar verkar den på framhjulen.
Föraren börjar med att vrida ratten så att vikt överförs till utsidans däck. Handbromsen används sedan tillfälligt för att låsa bakhjulen, vilket minskar greppet mellan däck och vägbana. Med lite övning kan bilen placeras korrekt genom att vid rätt tillfälle släppa handbromsen och accelerera fordonet. Tekniken används i flera former av motorsport, till exempel rally. I tävlingsbilar används ofta en särskild spak som inte har någon låsknapp, eftersom man inte vill använda den som parkeringsbroms.  
I en bakhjulsdriven manuellt växlad bil är det också nödvändigt att använda kopplingen för att förhindra att handbromsen stoppar motorn. 
Bilar med elektriskt styrd handbroms kan som regel inte handbromssladda, eftersom den elektriska bromsen är alltför "brutal" i sitt ingrepp (den har bara två lägen: på/av). I vissa fall tar också bromsverkan på alla fyra hjulen eftersom den elektriska handbromsen är avsedd att användas som nödbroms vid t.ex. övningskörning.  

## Beskrivning av fordonsdynamiken

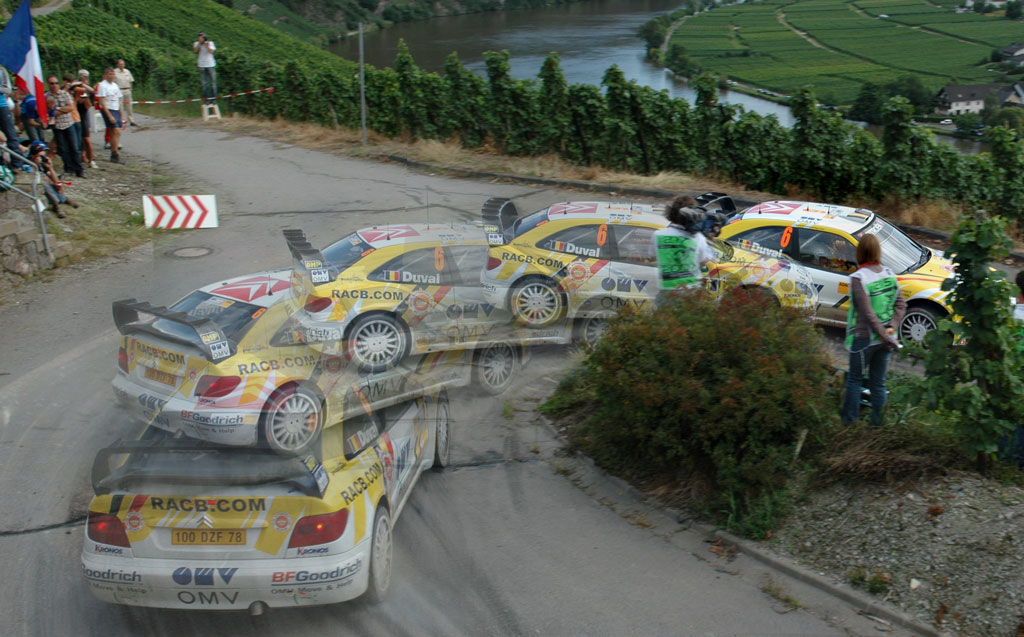
François Duval handbromssladdar med sin Citroën Xsara WRC i tyska rallyt 2007

I en normal sväng följer bakhjulen efter framhjulen, eftersom motståndet i framåtriktningen (d.v.s. den riktning hjulen rullar i) är betydligt mindre än i sidled. När föraren under ett par tiondels sekunder låser bakhjulen med handbromsspaken, tappar bakhjulen mycket av motståndet i sidled. Handbromsspakens knapp hålls intryckt under hela manövern. Centripetalkraften gör nu så att bilens bakdel tenderar fortsätta i bilens ursprungliga riktningen, vilket får bakvagnen att sladda ut. Det krävs avsevärt mindre handbromsning och lägre fart för att kunna handbromssladda på halt underlag så som is, jämfört med på torr asfalt.

## Risker
Liksom andra metoder för att skapa en sladd, utgör en handbromssladd en allvarlig risk för att fordonet ska välta. Särskild försiktighet måste vidtas när manövern utför med ett fordon med en hög tyngdpunkt, så som en SUV. En grundläggande risk ligger i att missbedöma omgivningen, vilket resulterar i att det glidande fordonet träffar ett hinder (t.ex. annat fordon, ett skyddsräcke eller ett träd). En annan risk är fel hastighet, vilket kan resultera i att fordonet kör av vägen i stället för att sladda.
På fyrhjulsdrivna bilar kan handbromssladd leda till skador på transmissionen. Detta framförallt på bilar som saknar mittdifferential (bilar med inkopplingsbar fyrhjulsdrift), bilar där mittdifferentialen har en differentialspärr som är inkopplad och bilar där drivsystemet automatiskt styr en differentialbroms i mittdifferentialen då dessa avser att koppla samman främre och bakre drivaxel. På fyrhjulsdrivna bilar skall denna teknik endast nyttjas om föraren kan säkerställa att axlarna inte är sammanlänkade, vilket är möjligt på t.ex. Subarus modeller med DCCD.

## Bilslitage
Handbromssladdning på torr asfalt sliter betydligt mer däck än på hal vintervägbana. Hårt handbromssladdande kan skapa "bromsplattor" på däcket och, om detta upprepas många gånger, leda till obalans hos hjulen.  
I en bil utrustad med ABS-bromsar kan intensivt handbromssladdande göra att bromssystemet "tror" att en sensor gått sönder. Systemet stängs då av och varningslampan tänds. I det läget räcker det att stänga av och starta om bilen så är problemet löst.
Om du gör tillräckligt många handbromssvängar kommer du så småningom att slita ut handbromskabeln, eftersom upprepade ryck förlänger den med tiden och gör den mindre effektiv.